# Roger Clemens
William Roger Clemens (født 4. august 1962 i Dayton, Ohio, USA), også kaldet "The Rocket", er en professionel baseballspiller. Clemens er en højrehåndet pitcher og har netop offentliggjort, at han har skrevet en 1-årig kontrakt med New York Yankees. Dermed skal han i gang med sin 24. sæson i MLB.
Roger Clemens bliver generelt anset for at være en af de bedste pitchere i baseballhistorien. Han er en af bare 4 pitchere, som har mere end 4000 strikeouts i karrieren (de andre er Nolan Ryan, Randy Johnson og Steve Carlton). 
Clemens har, som den eneste, vundet Cy Young-prisen 7 gange, 3 gange med Boston Red Sox (1986, 1987, 1991), 2 gange med Toronto Blue Jays (1997, 1998), en gang med New York Yankees (2001) samt en gang med Houston Astros (2004). I 1986 vandt Clemens sågar AL MVP-prisen og i sine 2 år hos Blue Jays var Clemens så dominerende, at han vandt den såkaldte Triple Crown (flest Wins, lavest ERA og flest strikeouts) i begge sæsoner.
Derudover er Roger Clemens blevet udvalgt til All-Star-kampen 9 gange og vandt All-Star MVP-prisen i 1986. I 1999 blev han af fans stemt ind som en del af MLB's All-Century-hold.
Roger Clemens er gift og har 4 sønner, hvoraf den ældste, Koby Clemens, også er professionel baseballspiller. Han spiller i øjeblikket for Lexington Legends, som er en del af Houston Astros' organisation.